# أولاد الشاوي (أولاد عزوز)
أولاد الشاوي هي إحدى مشيخات المملكة المغربية، تتبع جغرافيا لإقليم خريبكة وإداريًا لأولاد عزوز. يقدر عدد سكانها بـ 3302 نسمة حسب الإحصاء الرسمي للسكان والسكنى لسنة 2004.